# 1994년 튀링겐 주의회 선거
1994년 튀링겐 주의회 선거는 전체 88석의 튀링겐 주의회 의원들을 선출하기 위해 1994년 10월 16일에 실시되었다.